# Hanmer Springs
Hanmer Springs – miasto w Nowej Zelandii, na Wyspie Południowej, w regionie Canterbury.